# 河南乡 (汉源县)
河南乡，是中华人民共和国四川省雅安市汉源县下辖的一个乡镇级行政单位。

## 行政区划
河南乡下辖以下地区：
河南村、盐井村、竹山村、顺坪村、平等村、大湾村和柏树村。